# الطريق الأوروبي E11
الطريق الأوروبي E11 هو عبارة عن طريق، وهو جزء من شبكة الطرق الأوروبية الدولية. يبدأ في أورليان وينتهي في بيزييه بفرنسا. يبلغ طوله 625 كم (388 ميل)، ويبلغ طوله بالكامل داخل فرنسا.